# پی‌قلعه
پی قلعه، روستایی است از توابع بخش مرکزی شهرستان کلاردشت در استان مازندران ایران.

## جمعیت
این روستا در دهستان کلاردشت شرقی قرار دارد و براساس سرشماری مرکز آمار ایران در سال ۱۳۹۵، جمعیت آن ۳۷۹ نفر (۹۹خانوار) بوده‌است. مردم پی قلعه از قومیت طبری هستند. مردم پی قلعه به زبان طبری و گویش کلارستاقی سخن می‌گویند.